# Palais Christalnigg

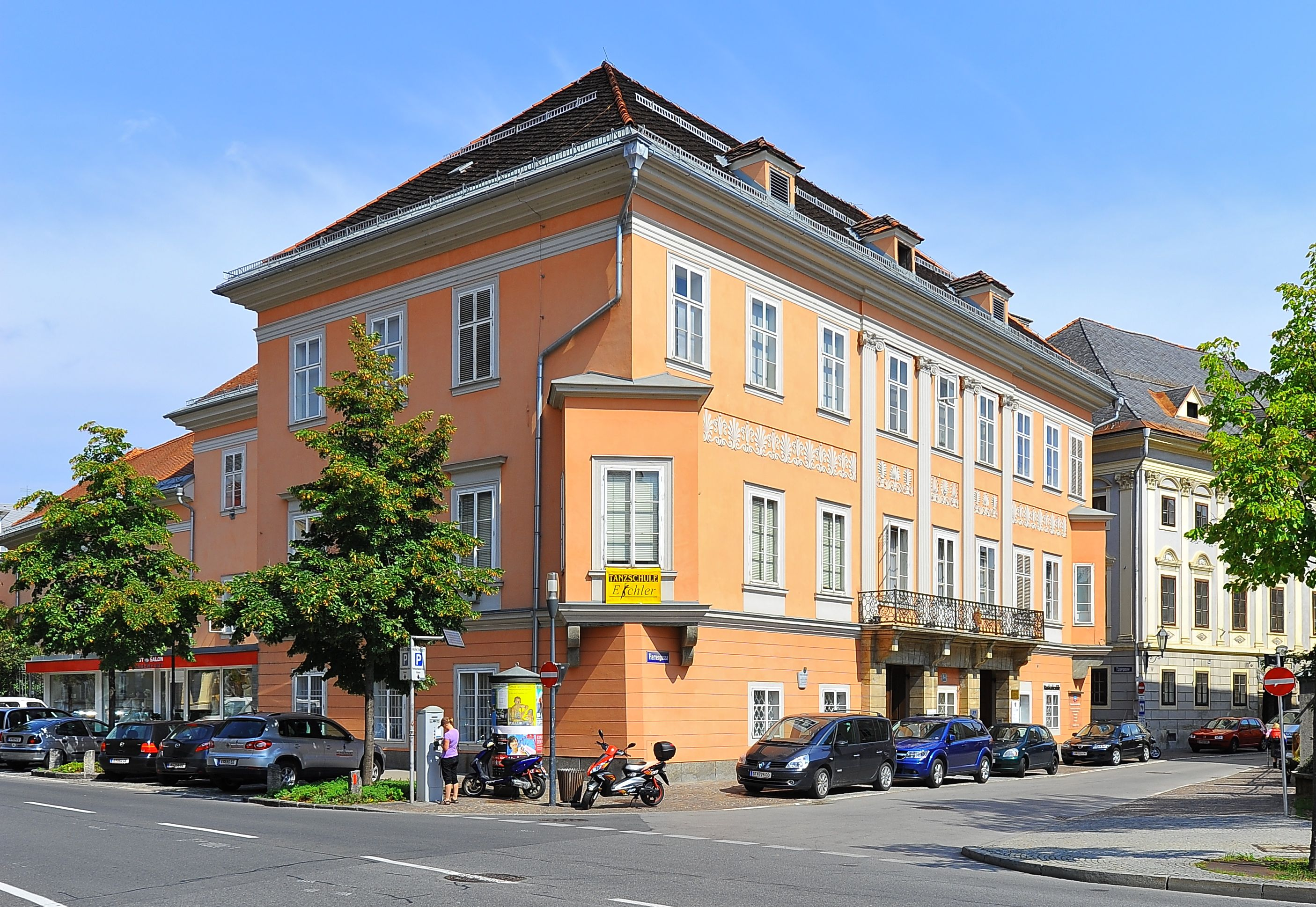
Palais Christalnigg

Das Palais Christalnigg (andere Schreibweisen: Christallnig(g), Christalnig) ist ein denkmalgeschütztes Gebäude in der Innenstadt von Klagenfurt am Wörthersee (Herrengasse 14).

## Bau- und Besitzergeschichte
Der Kern des Stadtpalais stammt aus dem 16. Jahrhundert, zwischen 1667 und 1676 wurde es vom damaligen Besitzer Johann Heinrich Mittnacht zu Werthenau nach Norden hin erweitert. 1676 wurde es durch die Familie Deutenhofen zu Neuhaus erworben. 1724 kam die gräfliche Familie Christalnigg in den Besitz des Anwesens, eine wohlhabende Gewerkenfamilie. Die Christalniggs, die durch den Hüttenberger Eisenbergbau zu großem Reichtum gekommen waren, hatten ihren Hauptsitz seit 1630 auf Schloss Eberstein und erwarben in der Folge zahlreiche weitere Güter und Betriebe. Die Frontseite des Palais wurde 1787 aufgestockt. 1839 wurde eine Neufassadierung im Empire-Stil nach Plänen von Domenico Venchiarutti durchgeführt, wodurch das Palais sein heutiges Aussehen erhielt. Im Jahr 1927 wurde das Gebäude restauriert, dabei gingen allerdings Sgraffiti-Reste aus der Renaissancezeit verloren. Die bislang letzte umfassende Renovierung erfolgte im Jahr 1994.
Die Christalniggs, nach denen das Palais noch heute heißt, mussten sich mit dem Niedergang des Bergbaus in Kärnten ab der zweiten Hälfte des 19. Jahrhunderts von mehreren Besitzungen trennen, schließlich wurde auch das Stadtpalais verkauft. Nach dem Zweiten Weltkrieg kam das Gebäude in den Besitz der Bank für Kärnten. Die Repräsentationsräume werden seit 1960 von einer Tanzschule genutzt, in den übrigen Räumlichkeiten sind Büros und Wohnungen untergebracht.

## Baubeschreibung
Das Palais ist ein repräsentativer, dreigeschoßiger Bau. Die Schauseiten, das heißt die West- und die Südseite des Gebäudes, sind mit Empire-Dekors verziert, die Front an der Eggergasse ist hingegen schmucklos. Das südseitige, dreiteilige Portal in der Mitte der neunachsigen Hauptfassade an der Herrengasse wird durch vortretende Pfeiler betont, darüber befindet sich ein von Steinkonsolen getragener einen Balkon mit noblem klassizistischem Gitter, in dessen Mitte das Wappen der Familie Christalnigg angebracht ist. Die Mittelpartie der Fassade wird darüber hinaus durch vier kannelierte Pilaster mit kräftigen, ionisierenden Kapitellen hervorgehoben. Die Fenster haben lediglich einfache Putzrahmen, zwischen den beiden oberen Geschoßen der Schauseite ist ein breites Palmettenfries angebracht. Die Fassade wird an beiden Seiten von Eck-Erkern abgeschlossen, die steinernen Konsolen getragen werden und noch vom Bau des 16. Jahrhunderts stammen. Am zweigeschoßig gebliebenen Erweiterungsbau des 17. Jahrhunderts wurden an der Nordwest- und der Nordostecke ebenfalls Erker angebaut.
Das Portal führt durch eine breite, teilweise noch mit Spitzbögen gewölbte Halle mit seitlichem Stiegenaufgang in den Innenhof. Die an allen vier Seiten vorhandenen, heute teilweise verglasten Arkaden stammen im Erdgeschoß aus der Erbauungszeit. Im ersten Stockwerk des Gassentraktes befindet sich ein großer Saal und zwei sich anschließende Salons mit prachtvoller, um 1740 angefertigter Stuckverzierung an den Decken.